# Hanaoka Seishū

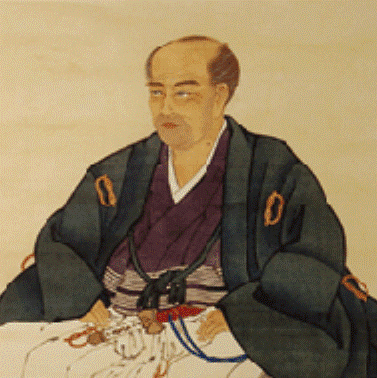
Hanaoka Seishū, Bild unbekannter Herkunft

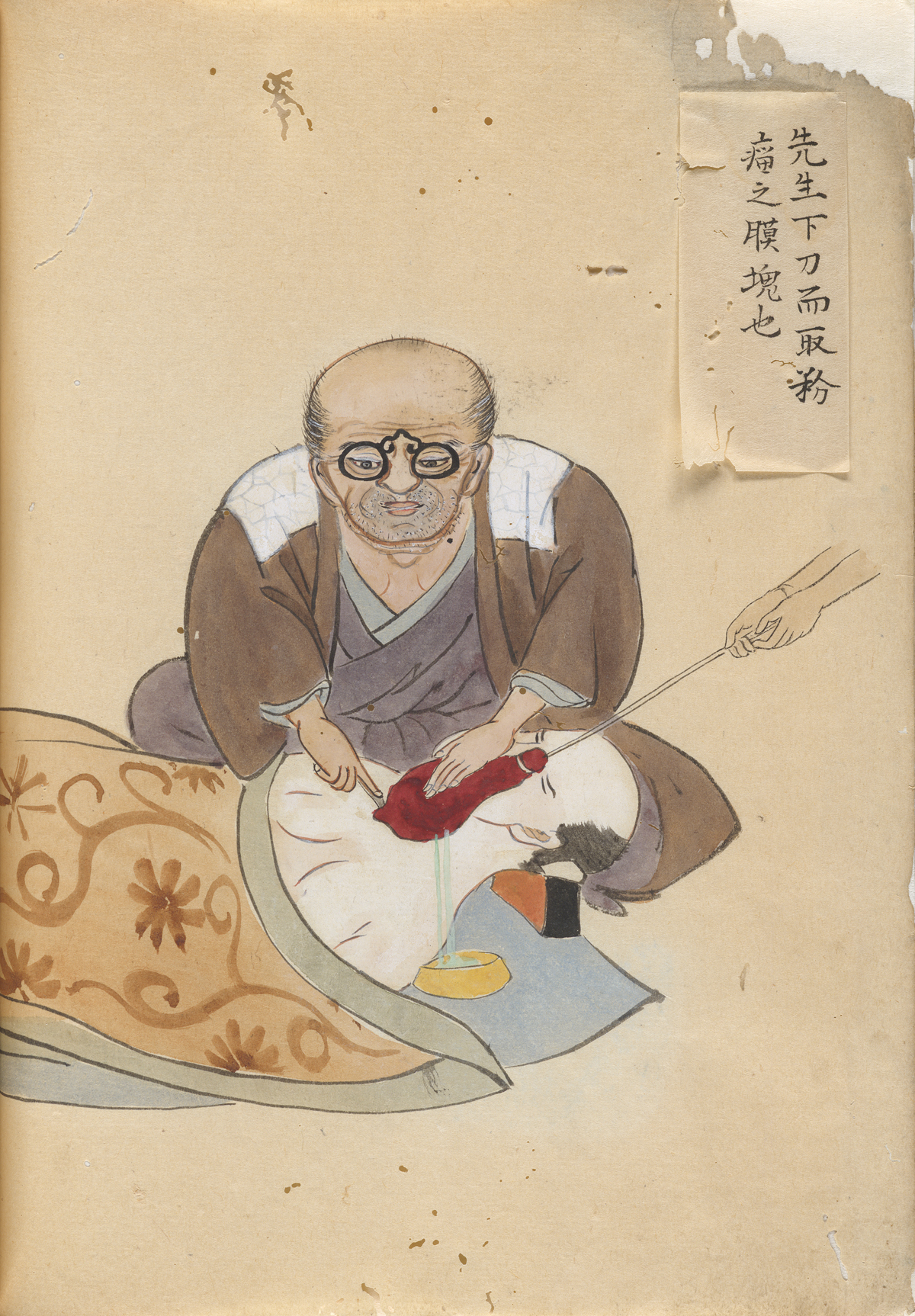
Abbildung aus Hanaokas Buch Kishitsu geryō zukan: kan (竒疾外療図卷 完, „Illustrationen von seltsamen Krankheiten und deren chirurgischer Behandlung“)

Hanaoka Seishū (japanisch 華岡 青洲; * 30. November 1760 in Hirayama, Provinz Kii (heute: Kinokawa, Präfektur Wakayama) als Hanaoka Umpei (華岡 雲平); † 21. November 1835) war ein japanischer Arzt, der die erste Mastektomie (Brustkrebsoperation) unter Narkose bzw. damit die erste nachweisbare Operation unter einer gelungenen Allgemeinanästhesie durchführte.

## Leben
Hanaoka ging 1782 nach Kyoto, wo er drei Monate Innere Medizin bei Yoshimasu Nangai (吉益 南涯) studierte. Dessen Vater Yoshimasu Tōdō war einer der führenden Vertreter der „Alten Schule“ (古医方派, koihō-ha), welche die nach der Song-Zeit aufgekommenen chinesischen Konzepte ablehnte und im Rückgriff auf Texte wie das Shānghán lùn („Abhandlung über die Kälte-Krankheiten“, 傷寒論) die Bedeutung eigener Beobachtungen und Erfahrungen betonte. Anschließend beschäftigte er sich für ein Jahr bei Yamato Kenryū (大和 見立) mit der „Chirurgie im Stile Caspars“, der ältesten chirurgischen Tradition mitteleuropäischer Prägung in Japan, die auf den deutschen Chirurgen Caspar Schamberger zurückgeht. Außerdem vertiefte er sich in die Lehren von Irako Dōgyū (伊良子道牛), der westliche und chinesische Traditionen kombinierte. Unter den Schriften, die er während dieser Zeit sammelte, ist besonders das von Nagatomi Dokushōan (永富 独嘯庵) verfasste Manyū zakki (漫遊雑記) anzuführen, durch das er auf die Behandlung von Brustkrebs aufmerksam wurde.
1785 kehrte Hanaoka in die Heimat zurück und übernahm die Praxis seines Vaters. Am 13. Oktober 1804 führte Hanaoka eine Mastektomie durch, bei der er ein selbstentwickeltes Narkosemittel nutzte, das er Tsūsensan (通仙散) nannte. Seine Patientin war die 60-jährige Kan (勘) aus Gojō, deren ganze Familie an Brustkrebs verstarb. Weitere Mastektomien folgten, die eine große Schar von Schülern anlockten. Heute findet man daher in nahezu allen Regionen Japans zeitgenössische illustrierte Handschriften, die den Verlauf seiner Operationen schildern. Insgesamt führte er 156 Mastektomien durch.
Infolge des eingeschränkten Informationsflusses zwischen Japan und dem Ausland (Isolationspolitik, Sakoku) wurden Hanaokas bahnbrechende Leistungen im Westen erst um die Mitte des 19. Jahrhunderts bekannt, wo sich seit Crawford Williamson Longs ersten Versuchen mit Ätherdämpfen (1842) die Nutzung von Diethylether verbreitet hatte.

## Tsūsensan
Die Wirkung seines Narkosemittels Tsūsensan (通仙散), auch Mafutsusan (麻沸散) genannt, setzt nach 2 bis 4 Stunden ein und führt erst zur Schmerzunempfindlichkeit und dann zur Bewusstlosigkeit. Die Wirkstoffe sind Scopolamin, Hyoscyamin/Atropin, Aconitin und Angelicotoxin. Der Effekt hält 4 bis 24 Stunden an.
Das Mittel entwickelte er, von älteren chinesischen Rezepten ausgehend, zunächst durch Tierversuche. Danach dienten seine Mutter Otsugi (於継) und seine Frau Kae (加恵) als Versuchspersonen, wobei Letztere erblindete.
Tsūsensan besteht aus Datura metel (syn. Datura alba; 曼陀羅華/曼荼羅華, Mandarage) und je 2 Teilen Aconitum japonicum (草烏頭, Kusauzu), Angelica dahurica (白芷/白止, Byakushi), Angelica decursiva (当帰, Tōki), Selinum striatum (syn. Ligusticum wallichii; 川芎/川弓, Senkyū). Gelegentlich werden noch 1 oder 2 Teile Arisaema serratum (syn. Arisaema japonicum; 天南星, Tennanshō) als Bestandteil aufgeführt.

## Erwähnungen
Die bekannte japanische Schriftstellerin Ariyoshi Sawako schrieb 1966 den Roman Kae und ihre Rivalin (華岡青洲の妻, Hanaoka Seishū no tsuma). Dieser basiert auf Hanaokas Leben, besonders den Experimenten, vermischt mit einem fiktiven Konflikt zwischen seiner Mutter und seiner Frau.